# Лев, нападающий на верблюда
«Лев, нападающий на верблюда» (фр. Lion Attaquant un Dromadaire; англ. Lion Attacking a Dromedary) — ориенталистская композиция французского таксидермиста Эдуара Верро 1867 года. Находится в коллекции Музея естественной истории Карнеги в Питтсбурге (США). Изображает вымышленную сцену, в которой человек на верблюде пытается отразить нападение берберийского льва. Диорама была создана для Всемирной выставки 1867 года в Париже. Впоследствии экспонировалась в Американском музее естественной истории (Нью-Йорк), Всемирной (Столетней) выставке 1876 года в Филадельфии.
В процессе реставрации в 2017 году компьютерная томография показала, что под слоем гипса на голове находится человеческий череп — по всей видимости, взятый на кладбище. В 2020 году диорама была удалена с открытой экспозиции в связи с движением Black Lives Matter.

## История
Диорама «Лев, нападающий на верблюда» была создана французским таксидермистом Эдуаром Верро, входящим в Дом Верро. Основана на работах французского скульптора Антуана-Луи Бари «Арабский всадник, убивающий кабана» и «Охота на тигра». При создании работы Верро использовал кости и шкуры, чтобы сформировать чучела верблюда, льва и львицы. Человеческая фигура была сделана в основном из гипса. Диорама была впервые показана на Парижской выставке 1867 года, где получила золотую медаль.
После смерти Верро в 1867 году диорама была продана Американскому музею естественной истории и показана позже на «Столетней выставке» 1876 года. В 1898 году она была продана Музею естественной истории Карнеги за 50 долларов (эквивалент 1537 долларов 2019 года), поскольку работа была сочтена «слишком театральной» для показа в Американском музее естественной истории. В следующем 1899 году диорама переехала в Питтсбург в Музей естественной истории Карнеги, где Фредерик Вебстер восстановил диораму и она была представлена в музейной экспозиции.
В 2016 году произведение было восстановлено музеем. В рамках реставрации музей провёл тесты животных с использованием рентгеновских лучей и методов анализа ДНК таксидермических животных, чтобы определить их подлинность, так как известно, что Верро подделывал документацию на работы, чтобы завышать продажную цену своих диорам. Человеческая фигура была в основном синтетической, но, к удивлению музея, в голове был человеческий череп. Раньше считалось, что человеческая фигура сделана только из гипса. Неизвестно, кому принадлежал череп и откуда Верро забрал его. В январе 2017 года диорама снова была выставлена в фойе музея (ранее она находилась в зале североафриканских млекопитающих), а название было изменено с «Арабский курьер, атакованный львами» на «Лев, атакующий верблюда». В рамках открытия Музей естественной истории Карнеги провёл симпозиум о реставрации, диораме и искажении ею представления о Северной Африке.
В июле 2020 года Музей естественной истории Карнеги удалил противоречивую диораму с открытой экспозиции, ссылаясь на движение Black Lives Matter и на отсутствие научной точности.

## Описание

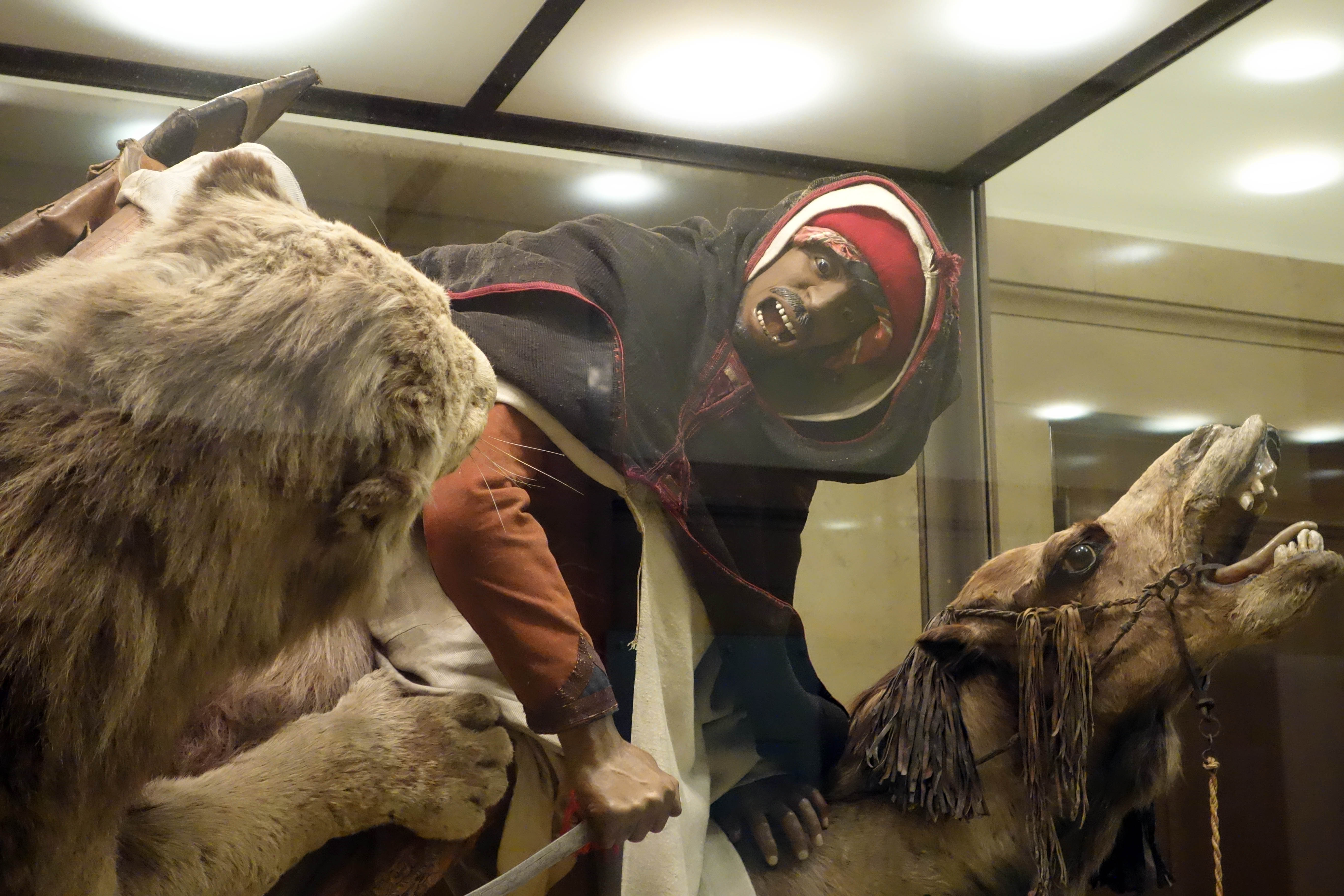
Деталь диорамы

Работа «Лев, нападающий на верблюда» была создана в честь Французской колониальной империи и использовала ориенталистские элементы. Диорама неточна как с научной, так и с антропологической точек зрения и считается художественным произведением. Антропологи, зоологи и комментаторы музейного дела критически относились к произведению с 1890-х годов. Смитсоновский институт поставил под сомнение уместность показа такой сенсационной диорамы в 1892 году. «Лев, нападающий на верблюда» был удалён из Американского музея естественной истории в 1898 году и даже рассматривался для уничтожения, потому что музей считал диораму «слишком эмоциональной и отвлекающей для образовательных целей». Тем не менее, зоолог Фредерик Август Лукас защищал работу в 1914 году от критики за чрезмерную театральность, указав, что, будучи театральным, произведение было интересным и привлекало внимание посетителей музея. К 2002 году диорама рассматривалась как пример «опасности, волнения и экзотики» в работах востоковедов и сравнивалась с «аттракционом-интермедией». Несмотря на это, «Лев, нападающий на верблюда» считается шедевром Верро.
«Лев, нападающий на верблюда» — это диорама, украшенная чучелами. Зрителю это кажется застывшим моментом времени, который можно мгновенно оживить. Работа изображает воображаемую сцену борьбы: курьер из Северной Африки на верблюде сражается за свою жизнь. Верблюд ревёт от боли, когда берберийский лев пытается вскочить на него, чтобы добраться до наездника, который пытается ударить льва своим кинжалом. Тело львицы лежит перед верблюдом. Мужская фигура, которую Верро назвал арабом, представляет собой вымышленную стилизацию пяти культур Северной Африки и основывается на том, как Верро представлял внешность арабов.